# 特殊攻撃
特殊攻撃（とくしゅこうげき）は特殊な戦闘法を指す。大日本帝国においては甲標的による漸減など通常行われる戦闘行動とは異なる、または逸脱した戦闘理念に基づいて立案された作戦をいう。
本項目においては、計画のみで実施されなかったものも記述。

## 特殊攻撃用兵器

### 特殊攻撃艦
潜水艦や船による霍乱攻撃や港湾の閉鎖の他、爆弾を敵艦に設置する工作員輸送用の人間魚雷等も含まれる。
- 甲標的
- 甲標的丁型
- 乙型標的
- 伊四〇〇型潜水艦
- ズルゼウィーキー
- ノヴゴロド

### 陸上
付加機能を有する車両、一撃離脱用の車両、特殊状況下で行動するための車両など。
- アントノフKT-40
- 特三号戦車 クロ
- Sタンク
- コンテンシャス
- 8-GAZ-98
- 装輪装軌併用戦車
- パンジャンドラム

### 空
- ふ号兵器
- 剣
- XP-79B
- XF5U
- レドゥク
- ナット・クラッカー

### 原子力系統
小型の原子爆弾を発射するものや、放射能汚染の影響下で活動するためのものなど。冷戦時に多い。
- オブイェークト279（爆風・衝撃波の回避、汚染下）
- 2B1"Oka" 420mm自走砲（核砲弾発射）
- TV-1（原動力）

### 分類不能
- ミドガルドシュランゲ